# Moussa Petit Sergent
Moussa Ouédraogo dit Moussa Petit Sergent né le 28 novembre 1989 est un acteur, humoriste et comédien burkinabè révélé au public grâce au feuilleton Petit Sergent du réalisateur burkinabè Adama Rouamba, en 2006.
En 2016, il remporte le prix Découverte RFI Talent du Rire.

## Biographie
Moussa Ouedraogo est comédien depuis l'enfance dans la compagnie Merveilles du Burkina. En 2006, le public burkinabè le découvre dans le feuilleton Petit Sergent de Adama Rouamba, où il interprète un enfant soldat.

## Spectacles
- 2013 : Femmes enceintes, conseils pratiques
- 2016 : Mes amours
- 2017 : Complètement décalé
- 2018 : Moussa rit du monde[3]
- 2023 : The way of my life

## Discographie
- 2017 : Fais rire ta mère[4]

## Filmographie
- 2006 : Petit Sergent de Adama Roamba

## Récompenses
- 2011 : Ouistiti D'Or[4]
- 2013 : Meilleur humoriste burkinabè au 12 PCA[4]
- 2015 : Grand Prix National de l'Humour du Ministère de la Culture[4]
- 2016 : Prix RFI Talents du rire[4]